# Ellak
Ellak – chan Hunów w latach 453–454.  Syn i następca Attyli, zginął w bitwie nad rzeką Nedao w 454 roku. Pokonany przez Ardaryka, króla Gepidów. Po tej klęsce zdziesiątkowane oddziały Hunów wycofały się na stepy Morza Czarnego, gdzie zmieszały się z Ujgurami, Madziarami i Bułgarami, zakładając państwo bułgarskie.
Nieliczni pod wodzą innego syna Attyli – Dengizeka utrzymali się na Bałkanach do około 469 roku.